# Српска гимназија у Битољу
Српска гимназија у Битољу основана је 1897. године у Турској царевини, школа је дочекала ослобођење у Првом балканском рату 1912. године. Плате и све трошкове школе финансирала је Краљевина Србија преко српског конзулата у Битољу. Премештена је Битољска гимназија са персоналом и ученицима септембра 1917. године у грчки град Волос. У том граду препуном Срба избеглица, који се налази јужније од Солуна, отворена је српска Интернатска гимназија са 250 ђачких кревета. Априла 1918. године 71 ученик те гимназије је полагао испит зрелости.
За Србе у Битољском вилајету отварање ниже Српске гимназије означило је велику прекретницу како у просветном тако и у политичком погледу. Само њено постојање представљало је погодно тло за отварање основних школа широм вилајета. Осим дозволе турских власти за отварање основних школа, важна чињеница била је да су деца могла да наставе школовање у Српској гимназији у Битољу. Због те околности многи родитељи су се одлучивали да своју децу уписују у српске основне школе, а на тај начин спречавана је бугаризација и хеленизација омладине.

## Списак директора Српске мушке гимназије у Битољу за време турске власти
- Сава Јакић (1897–1899)
- Коста Ф. Ковачевић (1899–1901)
- Михаило Питовић (1901–1904)
- Алекса Јовановић заступник директора (1904)
- Светозар Томић (1904–1905)
- Јеротије Топаловић (1905–1907)
- Светозар Павић, заст. дир. (1907)
- Аранђел Ст. Јотић заступник директора (1907–1908) и директор гимназије (1908–1910)
- Глигорије Џамбазовић (1910–1911)
- Петар Косовић (1911–1912)[1]

## Галерија
- Фотографија Јеротија Топаловића, директора Српске гимназије у Битољу 1905-1907 године